# Sclerolaena calcarata
Sclerolaena calcarata är en amarantväxtart som först beskrevs av Ernest Horace Ising, och fick sitt nu gällande namn av Andrew John Scott. Sclerolaena calcarata ingår i släktet Sclerolaena och familjen amarantväxter. Inga underarter finns listade i Catalogue of Life.